# Mercure Martini
Pour les articles homonymes, voir Martini.
Mercure Martini est un poète italo-suisse né en avril 1987; il vit à Lugano.
Ses poèmes ont été publiés dans des magazines, des anthologies, des miscellanées, des éditions d'art et sur des blogs littéraires. Certains de ses textes ont été traduits en français, en grec et en espagnol. Il a donné des lectures en Suisse, en France, en Allemagne et en Italie.
Il écrit surtout des quatrains : Ctrl+Alt+Deleuze (Locarno, Il Verziere editore, 2024) est le premier recueil d'un triptyque (Atlas) avec lequel présente sa production de manière organique.
Figure active du côté du Gruppo poesia Anni 80, formé à l'origine autour de la publication de l'anthologie des poètes suisses italophones nés dans les années 1980 publiée par Alla Chiara Fonte en 2019, il a été l'invité italophone des 46e Journées littéraires de Soleure et du Festival Poestate à Lugano (2024).